# 長尾卓磨
長尾 卓磨（ながお たくま、1981年8月10日 - ）は、神奈川県横浜市出身の俳優。
身長182cm。体重72kg。趣味・特技はサッカー、水泳、書道、写真の現像。

## 学歴
- 神奈川大学附属中・高等学校[2]、慶應義塾大学経済学部[2]卒業。

## 出演

### 映画
- ヴィタール（2004年）
- 踊る大捜査線 THE MOVIE3 ヤツらを解放せよ!（2010年）
- 2.11（2012年）
- ポッポー町の人々（2012年）
- あたしがパンツを上げたなら（2012年）
- しば田とながお（2013年） - 主演[1]
- ありふれたライブテープにFocus（2013年）
- 止まない晴れ（2013年）
- 海辺の町で（2013年）
- ぼっちゃん（2013年）
- さよなら渓谷（2013年）
- ふざけるんじゃねえよ（2014年）
- 帰郷（2014年）
- 水の声を聞く（2014年）
- まほろ駅前狂騒曲（2014年）
- さよなら歌舞伎町（2015年）
- ソロモンの偽証（2015年）
- 海街diary（2015年）
- 64（ロクヨン）（2016年） - 橘 役
- 秘密 THE TOP SECRET（2016年）
- はるねこ（2016年）
- 本牧アンダーグラウンド（2016年）
- 散歩する侵略者（2017年）
- アウトレイジ 最終章（2017年）
- ミセス・ノイズィ（2019年）
- 信虎（2021年） - 長尾顕景（上杉景勝） 役
- 悪は存在しない（2024年）[3]
- 湖の女たち（2024年）[4]
- ハードボイルド・レシピ（2024年）[5]
- 石とシャーデンフロイデ（2024年）[6]
- 蔵のある街（2025年公開予定）[7]

### テレビドラマ
- 土曜ワイド劇場 おとり捜査官・北見志穂
  - 第11作「爆破予告犯から来た挑戦状!!」（2006年）
  - 第14作「獄中女に間違われた女刑事!」（2010年） - 刑事 役
- チャンス（2010年）
- 外交官 黒田康作（2011年）※レギュラー[1]
- 連続ドラマW（2013年）
  - ソドムの林檎〜ロトを殺した娘たち
  - かなたの子
- 花咲舞が黙ってない 第10話「銀行をぶっつぶす! 脅迫文が訴えた支店長の罪!!」（2015年）
- コウノドリ 第2話「答えのない選択」（2015年）
- 大河ドラマ（NHK）
  - おんな城主 直虎（2017年） - 竹田高正 役
  - 鎌倉殿の13人（2022年） - 藤内光澄 役

### テレビ番組
- 100分de名著（2013年）

### 舞台
- 晴れの日には向こうの廃墟に天使の羽根を取に行こう（2001年）
- 月はやっと止まることができた（2002年）
- ダイコンヲロシ（2005年）
- Returns〜奴らが帰ってくる〜（2007年）
- ろまんす（2007年）
- ジパング（2007年）
- Legend〜風の中の塵〜（2007年）
- 飯田家の最期（2007年）
- REVOLUTION〜名も無き新撰組隊士の物語〜（2007年）
- Juliet（2007年）
- 3人の演出家による”ロミオとジュリエット”（2008年）
- SAKURA（2008年）
- Kiss Me You 〜がんばったシンプ―達へ（2008年）
- オサエロ（2008年）
- 闇の門（2008年）
- リスタート〜無笑の教え〜（2010年）
- 信長（2010年）
- 描きかけの絵日記（2010年）
- 銀行強盗前夜〜THE STAGE〜（2011年）
- らん -2011 New version!! -（2011年）
- セレブレーション（2011年）
- 春、憐れみ、コンビナート（2018年）
- 付きまとう褐色（2018年）

### CM
- キヤノン ピクサス（2009年）
- サントリー BOSS FIRST CLASS（2009年）
- セブン銀行（2009年）

### PV
- 忘れらんねえよ 僕らチェンジザワールド（2011年）
- PENPALS Past（2012年）
- 古舘佑太郎 Under North Swamp（2016年）

### Web
- foodstoQ コンセプトショートムービー（2012年）
- ラリパッパ（2012年）
- 午前3時の無法地帯（2013年）
- her memory（2015年）
- 火花 第1話（2016年）
- 代償 第4話（2016年）
- 潜入捜査官 松下洸平（2023年） - 映画監督 役[8]